# Сорочьи Лозы
Сорочьи Лозы (укр. Сорочі Лози) — село в Рава-Русской городской общине Львовского района Львовской области Украины.
Население по переписи 2001 года составляло 100 человек. Занимает площадь 2,79 км². Почтовый индекс — 80321. Телефонный код — 3252.